# Oksana Zubkowśka
Oksana Wołodymyriwna Zubkowśka (ukr. Зубковська Оксана Володимирівна, ur. 15 lipca 1981) – ukraińska lekkoatletka, rozpoczęła uprawianiem skoku wzwyż, a następnie – skoczkini w dal.
Dwukrotna złota medalistka igrzysk paraolimpijskich w skoku w dal (2008 i 2012). Zawodniczka niedowidząca, jednak rywalizuje także z pełnosprawnymi lekkoatletkami: uczestniczka mistrzostw Europy (2014), złota medalistka mistrzostw Ukrainy. Trzykrotna złota medalistka igrzysk paraolimpijskich w skoku w dal wśród paraolimpijczyków (2007 – Brazylia, 2011 – Turcja oraz 2013 – Francja).
Lekkoatletka zazwyczaj ćwiczy w centrum sportowym „Inwasport”.

## Rekordy życiowe
- Skok w dal – 6,71 (2007)[1][2][3]
- Skok wzwyż – 1,90 (2003)[1][2][3]

## Odznaczenia państwowe
- Medal „Za zasługi” I stopnia (4 października 2016) − „Za osiągnięcie wysokich wyników sportowych podczas XV Letnich Igrzysk Paraolimpijskich 2016 w Rio de Janeiro (Brazylia), za odwagę, poświęcenie, wytrzymałość oraz reprezentację i rozwój międzynarodowego autorytetu Ukrainy”[10].
- Medal „Za zasługi” II stopnia (17 września 2012) − „Za osiągnięcie wysokich wyników sportowych podczas XIV Letnich Igrzysk Paraolimpijskich 2012 w Londynie, za odwagę, poświęcenie, wytrzymałość oraz reprezentację i rozwój międzynarodowego autorytetu Ukrainy”[11].
- Medal „Za zasługi” III stopnia (7 października 2008) − „Za osiągnięcie wysokich wyników sportowych podczas XIII Letnich Igrzysk Paraolimpijskich 2012 w Pekinie (Chińska Republika Ludowa), za odwagę, poświęcenie, wytrzymałość oraz reprezentację i rozwój międzynarodowego autorytetu Ukrainy”[12].